# Orthomeria smaragdinum
Orthomeria smaragdinum är en insektsart som först beskrevs av Ludwig Redtenbacher 1906.  Orthomeria smaragdinum ingår i släktet Orthomeria och familjen Aschiphasmatidae. Inga underarter finns listade i Catalogue of Life.